# میرکو بوناچیچ
میرکو بوناچیچ (کرواتی: Mirko Bonačić؛ ۱۹ مارس ۱۹۰۳ – ۱۸ اکتبر ۱۹۸۹) بازیکن فوتبال اهل یوگسلاوی بود.
از باشگاه‌هایی که در آن بازی کرده‌است می‌توان به باشگاه فوتبال هایدوک اسپلیت اشاره کرد.
وی همچنین در تیم ملی فوتبال یوگسلاوی بازی کرده‌است.